# 珀德姆 (內布拉斯加州)
珀德姆（英語：Purdum）是位於美國內布拉斯加州布萊恩縣的非建制地區。

## 歷史
珀德姆的郵局自1884年停運至今。

## 地理
珀德姆所處的海拔為高於海平面760米（即2494英呎），而該地所採用的時區為UTC-6，即北美中部时区（CST）。同時該地設有夏令時間，為UTC-6調快一小時，即UTC-5（CDT）。